# Pająki Wysp Owczych
Pająki Wysp Owczych, araneofauna Wysp Owczych – ogół taksonów pajęczaków z rzędu pająków, których występowanie stwierdzono na terytorium Wysp Owczych.

## Infrarząd:Pająki wyższe(Araneomorphae)
Wszystkie gatunki pająków znalezione na Wyspach Owczych należą do infrarzędu Araneomorphae w obrębie podrzędu Opisthothelae.

### Aksamitnikowate(Clubionidae)
Na Wyspach Owczych stwierdzono:
- Clubiona trivialis

### Hahniidae
Na Wyspach Owczych stwierdzono:
- Iberina montana

### Koliściakowate(Uloboridae)
Na Wyspach Owczych stwierdzono:
- Uloborus plumipes

### Krzyżakowate(Araneidae)
Na Wyspach Owczych stwierdzono:
- Araneus diadematus – krzyżak ogrodowy – okazjonalnie zawlekany; nie zaliczany do fauny Wysp Owczych
- Araneus quadratus – krzyżak łąkowy – pojedyncze zawleczenie; nie zaliczany do fauny Wysp Owczych
- Araniella cucurbitina – krzyżak zielony – pojedyncze zawleczenie; nie zaliczany do fauny Wysp Owczych
- Cyclosa conica – kołosz stożkowaty – pojedyncze zawleczenie; nie zaliczany do fauny Wysp Owczych
- Larinioides ixobolus – pojedyncze zawleczenie; nie zaliczany do fauny Wysp Owczych
- Larinioides sclopetarius – dwukrotnie odnotowany, jednak nie zaliczany do fauny Wysp Owczych
- Nuctenea umbratica – kołosz szczelinowy – okazjonalnie zawlekany; nie zaliczany do fauny Wysp Owczych
- Zygiella x-notata – liścianek sektornik

### Kwadratnikowate(Tetragnathidae)
Na Wyspach Owczych stwierdzono:
- Metellina merianae
- Tetragnatha extensa – kwadratnik trzcinowy

### Lejkowcowate(Agelenidae)
Na Wyspach Owczych stwierdzono:
- Eratigena atrica – kątnik większy
- Tegenaria domestica – kątnik domowy

### Nasosznikowate(Pholcidae)
Na Wyspach Owczych stwierdzono:
- Pholcus phalangioides
- Psilochorus simoni

### Omatnikowate(Theridiidae)
Na Wyspach Owczych stwierdzono:
- Crustulina guttata – pojedyncze stwierdzenie; nie zaliczany do fauny Wysp Owczych
- Enoplognatha ovata – czterokrotnie stwierdzany w budynkach; nie zaliczany do fauny Wysp Owczych
- Parasteatoda tepidariorum
- Robertus arundineti
- Robertus lividus
- Steatoda bipunctata
- Steatoda paykulliana – pojedyncze stwierdzenie; nie zaliczany do fauny Wysp Owczych

### Osnuwikowate(Linyphiidae)
Na Wyspach Owczych stwierdzono:

- Agyneta decora
- Agyneta gulosa
- Agyneta nigripes
- Agyneta subtilis
- Allomengea scopigera
- Baryphyma trifrons
- Bathyphantes gracilis
- Bolephthyphantes index – pojedyncze stwierdzenie; nie zaliczany do fauny Wysp Owczych
- Bolyphantes luteolus
- Centromerita bicolor
- Centromerita concinna
- Centromerus arcanus
- Centromerus dilutus
- Centromerus prudens
- Ceratinella brevipes
- Collinsia holmgreni
- Diplocentria bidentata
- Diplocephalus cristatus
- Diplocephalus permixtus
- Drepanotylus uncatus
- Entelecara errata
- Erigone arctica
- Erigone atra
- Erigone dentigera
- Erigone promiscua
- Erigone psychrophila
- Erigone tirolensis
- Erigone whymperi
- Gonatium rubens
- Gongylidiellum vivum
- Halorates reprobus
- Hilaira nubigena
- Hypomma bituberculatum
- Improphantes complicatus
- Lepthyphantes leprosus
- Leptorhoptrum robustum
- Mecynargus morulus
- Microlinyphia pusilla
- Monocephalus fuscipes
- Neriene montana – pojedyncze zawleczenie; nie zaliczany do fauny Wysp Owczych
- Mughiphantes whymperi
- Oreoneta frigida
- Oreonetides vaginatus
- Ostearius melanopygius
- Palliduphantes ericaeus
- Poeciloneta variegata
- Porrhomma campbelli
- Porrhomma convexum
- Porrhomma egeria
- Porrhomma montanum
- Porrhomma pallidum
- Saaristoa abnormis
- Savignia frontata
- Scotinotylus evansi
- Semljicola faustus
- Silometopus ambiguus
- Tenuiphantes mengei
- Tenuiphantes tenuis
- Tenuiphantes zimmermanni
- Tiso aestivus
- Tiso vagans
- Walckenaeria antica
- Walckenaeria clavicornis
- Walckenaeria cuspidata
- Walckenaeria nodosa
- Walckenaeria nudipalpis
- Walckenaeria obtusa – pojedyncze stwierdzenie; nie zaliczany do fauny Wysp Owczych

### Pogońcowate(Lycosidae)
Na Wyspach Owczych stwierdzono:
- Alopecosa pulverulenta
- Arctosa alpigena
- Pardosa palustris
- Pardosa sphagnicola
- Pardosa trailli
- Pirata piraticus
- Trochosa terricola

### Sidliszowate(Amaurobiidae)
Na Wyspach Owczych stwierdzono:
- Amaurobius fenestralis – sidlisz jaskiniowy
- Amaurobius similis

### Skakunowate(Salticidae)
Na Wyspach Owczych stwierdzono:
- Evarcha jucunda – pojedyncze zawleczenie; nie zaliczany do fauny Wysp Owczych
- Hasarius adansoni – dwukrotne zawleczenie; nie zaliczany do fauny Wysp Owczych
- Icius subinermis – pojedyncze zawleczenie; nie zaliczany do fauny Wysp Owczych
- Marpissa muscosa – stwierdzony trzykrotnie w budynkach; nie zaliczany do fauny Wysp Owczych
- Philaeus chrysops – pojedyncze zawleczenie; nie zaliczany do fauny Wysp Owczych
- Salictus scenicus – pojedyncze zawleczenie; nie zaliczany do fauny Wysp Owczych

### Ukośnikowate(Thomisidae)
Na Wyspach Owczych stwierdzono:
- Ozyptila atomaria – pojedyncze zawleczenie; nie zaliczany do fauny Wysp Owczych
- Ozyptila trux
- Xysticus cristatus

### Worczakowate(Gnaphosidae)
Na Wyspach Owczych stwierdzono:
- Haplodrassus signifer

### Zbrojnikowate(Cheiracanthiidae)
Na Wyspach Owczych stwierdzono:
- Cheiracanthium erraticum – kolczak trawny – pojedyncze zawleczenie; nie zaliczany do fauny Wysp Owczych